# Jan Czopik-Leżachowski
Jan Czopik–Leżachowski (ur. 1 lutego 1938 w Leżachowie koło Sieniawy, zm. 27 grudnia 1977 w wypadku samochodowym w okolicach Leżachowa) – polski poeta, prozaik i dziennikarz.

## Życiorys
Urodził się 1 lutego 1938 roku w Leżachowie, syn Aleksandra i Katarzyny Wawryszko. W 1955 roku ukończył liceum ogólnokształcące w Jarosławiu, a następnie przez rok  był nauczycielem w szkole podstawowej w Majdanie Sieniawskim. W latach 1956–1965 studiował filologię polską i historię sztuki na Uniwersytecie Wrocławskim, a w 1965 roku otrzymał tytuł magistra historii sztuki.
W 1964 roku zawarł związek małżeński z Marią Nowak, z którą w 1966 roku zamieszkał w Kotli. Początkowo pracował w Powiatowym Domu Kultury w Głogowie, a następnie był nauczycielem w szkole podstawowej w Kotli. Przyjaźnił się z Edwardem Stachurą. W 1967 roku wstąpił do Związku Literatów Polskich. W 1969 roku przeniósł się do Wrocławia, gdzie pracował jako starszy referent do spraw twórczości ludowej w Wydziale Kultury Prezydium Wojewódzkiej Rady Narodowej. Następnie był nauczycielem w Technikum Gastronomicznym.
W latach 1974–1976 był dziennikarzem w redakcji literackiej wrocławskiego oddziału Polskiego Radia. W latach 1976–1977 pracował w Naczelnej Redakcji Literackiej Komitetu do spraw Radia i Telewizji w Warszawie, gdzie w marcu 1977 roku zamieszkał. 27 grudnia 1977 roku zginął tragicznie w wypadku drogowym w pobliżu Leżachowa. Pochowany został na cmentarzu w Wólce Węglowej – (Bielanach).

## Twórczość
Poezja, wiersze
- Oko jedno i drugie (cykle: Czas, Maja; Wrocław 1962).
- Jest poranek (Wrocław 1966).
- Niewymownie się ucałować (zawiera cykle poetyckie: Miejsca ocalone, O zachodzie słońca, Moje i nasze, Pośrodku widnokręgu, Wyspa oraz prozę Ucieczka albo pierwsza praca Herkulesa; Wrocław 1974).
- Tropy. Wiersze dawne i nowe (Wrocław 1978).

Powieści
- Zabrońcie się żegnać (Warszawa 1964).
- Dolina dzwonów (Warszawa 1968).
- Góra-dół (Wrocław 1975).
- Niezwykły zmierzch albo niby-bajka o Kajtku i złym czarowniku, czyli opowieść, która – jak sądzi autor Jan, urodzony nad rzeką San szarą godziną lutową, kiedy słońce było w znaku Wodnika – nikogo nie poucza, nie mówi za dużo o miłości, wyjaśnia zaś przy sposobności znaczenie słów: bulaj, ambaras i ruczaj (Warszawa 1987).

Zbiór opowiadań
- Lipiec po maju (cykle: Lipiec po maju, Było jasno, Pośrodku nocy, Południe ludzi, Pan Bonuś, Ten duży dom, Kokon (Warszawa 1972).

Przekłady literatury obcej.
– Proza białoruska –
- Sokrat Janowicz. Zapomnieliska. Miniatury poetyckie (Wrocław 1978).
- Sokrat Janowicz. Trzecia pora (Białystok 1983).
- Sokrat Janowicz. Ojczystość. Białoruskie ślady i znaki (Olsztyn 2001).

– Proza rosyjska –
- Eugeniusz Jewtuszenko. Kradzione jabłka (pod redakcją Marka Wawrzkiewicza, także w przekładach Tadeusza Chróścielewskiego, Andrzeja Szymańskiego, Marka Wawrzkiewicza; Warszawa 1978)

– Antologia poezji macedońskiej (współtłumaczenie) –
- Warszawska Jesień Poezji 87 (Warszawa 1987).

– Antologia poezji ukraińskiej (pod redakcją Floriana Nieuważnego i Jerzego Pleśniarowicza).